# Kazu Hatanaka
Kazu Hatanaka  (畑中 和?, Hatanaka Kazu) (Nishinomiya, 13 gennaio 1969) è un'atleta paralimpica giapponese. È specializzata nel mezzofondo e nella maratona, ed ha vinto una medaglia d'oro, tre di argento ed una di bronzo ai Giochi paralimpici.

## Biografia
Hatanaka è nata il 13 gennaio 1969 nella Prefettura di Hyōgo.
Durante il periodo della scuola elementare è stata coinvolta in un incidente stradale, uscendone con una paralisi della parte inferiore del corpo che la costrinse in sedia a rotelle.
Ha iniziato a dedicarsi attivamente allo sport nel 1988.
Nel 1995, Kōbe, la città nella quale viveva, venne colpita dal terremoto di Hanshin e l'atleta fu costretta ad evacuarla.

### Carriera sportiva
Nel 1988 Kazu ha iniziato a praticare maratona in carrozzina; ha partecipato per la prima volta alle Paralimpiadi a Barcellona 1992 senza conseguire alcun successo. Quattro anni dopo, vince ad Atlanta 1996 due medaglie d'argento nella gara dei 10000 metri in carrozzina e nella maratona, oltre ad una medaglia di bronzo nei 5000 metri. Bissa il secondo posto nella maratona a Sydney 2000 mentre ad Atene 2004 vince la medaglia d'oro sempre nella maratona in carrozzina.

## Palmarès
| Anno | Manifestazione     | Sede    | Evento               | Risultato | Prestazione | Note  |
| ---- | ------------------ | ------- | -------------------- | --------- | ----------- | ----- |
| 1996 | Giochi paralimpici | Atlanta | 400 m piani T53      | 6ª        | 1'01"21     | [ 5 ] |
| 1996 | Giochi paralimpici | Atlanta | 800 m piani T53      | 7ª        | 1'56"56     | [ 6 ] |
| 1996 | Giochi paralimpici | Atlanta | 5000 m piani T52-53  | Bronzo    | 12'41"49    |       |
| 1996 | Giochi paralimpici | Atlanta | 10000 m piani T52-53 | Argento   | 24'31"88    |       |
| 1996 | Giochi paralimpici | Atlanta | Maratona T52-53      | Argento   | 1h51'56"    |       |
| 2000 | Giochi paralimpici | Sydney  | 5000 m piani T54     | 5ª        | 12'47"40    | [ 7 ] |
| 2000 | Giochi paralimpici | Sydney  | Maratona T54         | Argento   | 1h49'35"    |       |
| 2004 | Giochi paralimpici | Atene   | Maratona T54         | Oro       | 1h49'26"    |       |